# 黄秦艽
黄秦艽（学名：Veratrilla baillonii）为龙胆科黄秦艽属下的一个种。